# Rachecourt-sur-Marne
Rachecourt-sur-Marne è un comune francese di 842 abitanti situato nel dipartimento dell'Alta Marna nella regione del Grand Est.

## Società

### Evoluzione demografica
Abitanti censiti